# 김경문
김경문(金卿文, 1958년 11월 1일 ~ )은 전 한국프로야구 OB 베어스의 포수이자, 현 한화 이글스의 감독이다.

## 선수 시절

### OB 베어스시절
원년 멤버로 입단해 포수로 활약했다. 창단 첫 해인 1982년 투수 박철순과 배터리를 이뤄 팀의 한국시리즈 초대 우승을 이끌었다. 김영덕이 감독이었던 시절 주전을 꿰찼으나, 김성근이 감독으로 부임 후 주전 자리를 조범현에게 내 주기도 했다.

### 태평양 돌핀스시절
1989년 김성근이 감독으로 부임한 이듬해 1990년 김동기를 받쳐 줄 백업 포수를 찾던 중 자금 사정이 좋지 않았던 OB 베어스와의 상황이 맞아 떨어져 현금 트레이드됐으나, OB 베어스 시절부터 사이가 안 좋았던 김성근과 불편한 관계가 계속됐다. 이러한 김성근과의 악연은 2007년 유격수 이대수와 나주환의 트레이드 때도 나타났다.

### OB 베어스복귀
결국 1991년에 외야수 송재박을 상대로 다시 트레이드돼 1년을 더 활동한 뒤 1991년에 은퇴했다.

## 야구선수 은퇴 후

### 두산 베어스감독 시절
1992년부터 2년간 미국 애틀랜타에서 지도자 연수를 받았고, 1994년부터 삼성 라이온즈의 배터리 코치로 활동했는데 한때 LG 트윈스에서 코치 영입이  있었다. 1998년부터 친정 팀 두산 베어스의 배터리 코치로 활동했다. 2003년 시즌 후 롯데 자이언츠의 수석코치로 내정됐으나, 선동열 영입에 실패한 팀으로부터 영입 제의를 받아 2003년 10월 김인식의 뒤를 이어 계약기간 2년, 계약금 1억 3,000만원, 연봉 1억 3,000만원(총 2년 3억 9,000만원)의 조건으로 선임됐다. 2004년 ~ 2005년에 팀을 포스트 시즌에 진출시키며 2005년 10월 두산 베어스 역대 감독 최고액인 계약금 2억원, 연봉 2억원 등 총 3년 8억원에 재계약했다.
2007년 ~ 2008년에는 한국시리즈에 진출했으나 SK 와이번스에 밀려 2년 연속 준우승에 그쳤다. 2011년 6월 13일 좋지 않았던 팀 분위기와 성적 부진을 이유로 사령탑을 수석코치 김광수에게 넘기고 감독직에서 사퇴했다.

### 베이징 올림픽감독 시절
베이징 올림픽 국가대표팀 감독으로 선임, 9전 전승으로 우승해 올림픽 금메달을 획득하며 감독 시작 이래 첫 국제 대회 우승을 이끌었다. 올림픽에서의 그의 전술은 '믿음의 야구'라는 평을 받았다.

### NC 다이노스감독 시절

#### 2011년
8월 31일 계약 기간 3년, 총 14억원에 계약하고 창단 첫 감독으로 선임됐다. 2012년 퓨처스리그에서 60승 35패 5무를 기록하며 팀의 퓨처스리그 남부리그 1위 및 통합 1위를 달성했다.

#### 2013년
5월 24일 KIA 타이거즈와의 경기에서 역대 9번째 네 자릿수 경기 출장을 기록했다. 1군에 합류해 52승 72패 4무, 승률 4할1푼9리로 7위에 오르며 기대 이상의 성적을 냈다.

#### 2014년
1월 22일에 3년간 연장 계약을 체결했다. 계약 조건은 잔여 기간 포함 3년(2014년 ~ 2016년) 계약금 5억원, 연봉 4억원으로 총액 17억원이었다. 6월 15일 한화 이글스와의 경기에서 통산 8번째 감독 600승을 기록했다. 9월 6일 KIA 타이거즈와의 경기에서 역대 8번째 감독 통산 1,200경기 출장을 기록했다.

#### 2015년
7월 22일 롯데 자이언츠와의 경기에서 역대 6번째 감독 1,300경기 출장을 기록했다. 8월 27일 한화 이글스와의 경기에서 역대 7번째 감독 700승을 기록했다.
페넌트레이스 최종 순위 2위로 두산 베어스와 플레이오프를 치뤘으나, 시리즈에서 패배하며 최종 순위는 3위로 기록됐다.

#### 2016년
5월 22일 삼성 라이온즈와의 경기에서 역대 6번째 감독 1,400경기 출장을 기록했다.
두산 베어스 시절부터 박종훈과 함께 화수분 야구를 통해 신고선수로 입단한 김현수, 제대하자마자 현대 유니콘스에서 방출당해 선수 생활에 위기를 맞았던 이종욱, 삼성 라이온즈 시절 만년 2군 선수였던 김종호 등 무명 선수들을 육성하며 팀의 주축 선수로 성장시켰다.

#### 2017년
팀의 4년 연속 포스트시즌 진출을 이뤘으나, 플레이오프에서 두산 베어스에 패배하며 최종 순위는 4위로 기록됐다.

#### 2018년
시즌 초반 선전했으나 선수들의 부상 및 혹사 논란과 함께 부진을 겪어 10위로 추락했고, 2018년 6월 4일 성적 부진의 책임을 지고 사실상 경질됐다. 당시 단장이었던 유영준이 감독 대행을 맡았다.

### 한화 이글스감독

#### 2024년
2024년 6월 3일 한화 이글스의 감독으로 선임되었다.

#### 2025년
7월 30일 대전 삼성전에서 승리하면서 한화에 부임한후 100승을 달성하였다.

## 경력
- 1982년 : OB 베어스 입단
- 1990년 1월 3일: OB 베어스에서 태평양 돌핀스로 현금 트레이드
- 1991년 : 송재박을 상대로 OB 베어스에 재트레이드되어 복귀, 시즌 후 은퇴
- 1992년 - 1993년 : 미국 애틀랜타에서 야구 연수
- 1994년 - 1996년 : 삼성 라이온즈 코치
- 1998년 - 2003년 : 두산 베어스 배터리 코치
- 2003년 10월 10일 : 두산 베어스 감독 (계약 기간 2년, 계약금 연봉 각각 1억 3,000만원)
- 2005년 10월 30일 : 두산 베어스 감독 재계약 (계약기간 3년, 계약금 연봉 각각 2억원)
- 2008년 베이징 올림픽 대한민국 야구 국가대표팀 감독
- 2008년 11월 4일 : 두산 베어스 감독 재계약 (계약 기간 3년, 계약금 연봉 각각 3억 5,000만원)
- 2011년 6월 13일 : 두산 베어스 감독에서 자진 사퇴
- 2011년 8월 31일 : NC 다이노스 감독 (계약 기간 3년, 총액 14억원)
- 2014년 1월 22일 : NC 다이노스 감독 재계약 (계약 기간 3년, 계약금 5억원, 연봉 4억원, 총액 17억원)
- 2016년 11월 9일 : NC 다이노스 감독 재계약 (계약기간 3년, 계약금 5억원, 연봉 5억원, 총액 20억원)
- 2018년 6월 4일 : NC 다이노스 감독에서 사실상 경질
- 2019년 1월 27일 : 국가대표팀 감독 선임
- 2024년 6월 3일 : 한화 이글스 감독 선임

## 출신 학교
- 인천송림초등학교 → 대구옥산초등학교(전학)
- 대구 경상중학교 → 부산동성중학교 (전학)
- 부산고등학교 → 공주고등학교 (전학)
- 고려대학교 경영학과(1978학번)

## 에피소드
- 영문명인 Moon을 본따 '달 감독'이라는 애칭이 있다.[17]
- 전 두산 베어스 소속이었던 이혜천이 2013년 11월 22일에 열린 2014년 2차 드래프트를 통해 1라운드 지명을 통해 NC 다이노스로 이적하자 그의 별명인 '달'과, 이혜천의 별명인 '이핵천', '혜르노빌' 등의 별명을 함께 빗대 드라마 '해를 품은 달'을 패러디한 '핵을 품은 달'이라고도 불렸다.[18]

## 통산 기록

### 선수
| 연도 | 소속   | 경기 | 타수 | 득점 | 안타 | 2루타 | 3루타 | 홈런 | 타점 | 도루 | 희생타 | 4구 | 사구 | 삼진 | 병살타 | 실책 | 타율  | 장타율 | 출루율 |
| ---- | ------ | ---- | ---- | ---- | ---- | ----- | ----- | ---- | ---- | ---- | ------ | --- | ---- | ---- | ------ | ---- | ----- | ------ | ------ |
| 1982 | OB     | 51   | 106  | 10   | 23   | 4     | 0     | 0    | 6    | 2    | 9      | 7   | 0    | 7    | 2      | 4    | 0.217 | 0.255  | 0.265  |
| 1983 | OB     | 62   | 117  | 13   | 24   | 4     | 1     | 2    | 12   | 2    | 9      | 8   | 4    | 14   | 4      | 4    | 0.205 | 0.308  | 0.277  |
| 1984 | OB     | 36   | 96   | 8    | 23   | 6     | 0     | 0    | 5    | 5    | 3      | 8   | 1    | 11   | 1      | 0    | 0.240 | 0.302  | 0.305  |
| 1985 | OB     | 57   | 79   | 7    | 15   | 3     | 0     | 0    | 3    | 1    | 5      | 10  | 3    | 5    | 0      | 8    | 0.190 | 0.228  | 0.301  |
| 1986 | OB     | 86   | 180  | 10   | 33   | 7     | 0     | 0    | 11   | 0    | 10     | 10  | 2    | 19   | 2      | 3    | 0.183 | 0.222  | 0.233  |
| 1987 | OB     | 94   | 228  | 22   | 60   | 4     | 0     | 2    | 26   | 2    | 10     | 16  | 5    | 25   | 2      | 6    | 0.263 | 0.307  | 0.325  |
| 1988 | OB     | 97   | 257  | 19   | 67   | 14    | 0     | 1    | 26   | 2    | 8      | 7   | 4    | 18   | 10     | 10   | 0.261 | 0.327  | 0.288  |
| 1989 | OB     | 97   | 227  | 19   | 48   | 9     | 0     | 0    | 22   | 2    | 9      | 14  | 1    | 27   | 2      | 8    | 0.211 | 0.251  | 0.259  |
| 1990 | 태평양 | 63   | 91   | 3    | 21   | 5     | 0     | 0    | 9    | 0    | 2      | 6   | 0    | 9    | 0      | 1    | 0.231 | 0.286  | 0.276  |
| 1991 | OB     | 57   | 113  | 8    | 15   | 4     | 0     | 1    | 6    | 1    | 3      | 3   | 1    | 15   | 1      | 1    | 0.133 | 0.195  | 0.162  |
| 통산 | 10시즌 | 700  | 1494 | 119  | 329  | 60    | 1     | 6    | 126  | 17   | 68     | 89  | 21   | 150  | 24     | 45   | 0.220 | 0.274  | 0.274  |

### 감독
- 연도별

| 연도 | 소속   | 경기수 | 승  | 패  | 무 | 승률  | 기타                                            |
| 2004 | 두산   | 133    | 70  | 62  | 1  | 0.530 | 정규 시즌 3위                                   |
| 2005 | 두산   | 126    | 72  | 51  | 3  | 0.585 | 정규 시즌 2위, 한국시리즈 준우승                |
| 2006 | 두산   | 126    | 63  | 60  | 3  | 0.512 | 리그 5위                                        |
| 2007 | 두산   | 126    | 70  | 54  | 2  | 0.565 | 정규 시즌 2위, 한국시리즈 준우승                |
| 2008 | 두산   | 126    | 70  | 56  | 0  | 0.556 | 정규 시즌 2위, 한국시리즈 준우승, 올림픽 금메달 |
| 2009 | 두산   | 133    | 71  | 60  | 2  | 0.534 | 정규 시즌 3위                                   |
| 2010 | 두산   | 133    | 73  | 57  | 3  | 0.549 | 정규 시즌 3위                                   |
| 2011 | 두산   | 55     | 23  | 32  | 2  | 0.418 | 정규 시즌 3위                                   |
| 2013 | NC     | 128    | 52  | 72  | 4  | 0.419 | 정규 시즌 7위                                   |
| 2014 | NC     | 128    | 70  | 57  | 1  | 0.551 | 정규 시즌 3위                                   |
| 2015 | NC     | 144    | 84  | 57  | 3  | 0.596 | 정규 시즌 2위                                   |
| 2016 | NC     | 144    | 83  | 58  | 3  | 0.589 | 정규 시즌 2위                                   |
| 통산 | 12시즌 | 1502   | 801 | 676 | 27 | 0.542 |                                                 |

- 승수별

| 승    | 날짜        | 장소 | 소속팀 | 상대팀 | 경기 결과 | 결승타 | 승리 투수 | 기타                                  |
| 1승   | 2004. 4. 5  | 잠실 | 두산   | KIA    | 7 - 1 승  | 최경환 | 레스      | 2경기 1승 1패                         |
| 100승 | 2005. 6. 1  | 잠실 | 두산   | 현대   | 4 - 2 승  | 강봉규 | 김명제    | 181경기 100승 1무 80패                |
| 200승 | 2006. 9. 24 | 잠실 | 두산   | LG     | 5 - 2 승  | 안경현 | 이혜천    | 378경기 200승 7무 171패               |
| 300승 | 2008. 5. 22 | 잠실 | 두산   | 한화   | 4 - 3 승  | 홍성흔 | 이재우    | 554경기 300승 9무 245패. 역대 11번째  |
| 400승 | 2009. 8. 8  | 잠실 | 두산   | LG     | 3 - 0 승  | 김현수 | 금민철    | 734경기 400승 11무 323패. 역대 8번째  |
| 500승 | 2011. 4. 23 | 대전 | 두산   | 한화   | 7 - 3 승  | 최준석 | 이현승    | 920경기 500승 15무 405패. 역대 8번째  |
| 600승 | 2014. 6. 15 | 마산 | NC     | 한화   | 11 - 2 승 | 테임즈 | 이성민    | 1272경기 600승 20무 526패. 역대 8번째 |
| 700승 | 2015. 8. 27 | 마산 | NC     | 한화   | 4 - 1 승  | 조영훈 | 해커      | 1329경기 700승 23무 606패. 역대 7번째 |

- 준플레이오프

| 연도 | 소속  | 경기수 | 승 | 패 | 무 | 승률  | 상대팀 | 기타 |
| 2004 | 두산  | 2      | 2  | 0  | 0  | 1.000 | KIA    | 승   |
| 2009 | 두산  | 4      | 3  | 1  | 0  | 0.750 | 롯데   | 승   |
| 2010 | 두산  | 5      | 3  | 2  | 0  | 0.600 | 롯데   | 승   |
| 2014 | NC    | 4      | 1  | 3  | 0  | 0.250 | LG     | 패   |
| 2017 | NC    | 5      | 3  | 2  | 0  | 0.600 | 롯데   | 승   |
| 통산 | 5시즌 | 20     | 12 | 8  | 0  | 0.600 |        |      |

- 플레이오프

| 연도 | 소속  | 경기수 | 승 | 패 | 무 | 승률  | 상대팀 | 기타 |
| 2004 | 두산  | 4      | 1  | 3  | 0  | 0.250 | 삼성   | 패   |
| 2005 | 두산  | 3      | 3  | 0  | 0  | 1.000 | 한화   | 승   |
| 2007 | 두산  | 3      | 3  | 0  | 0  | 1.000 | 한화   | 승   |
| 2008 | 두산  | 6      | 4  | 2  | 0  | 0.667 | 삼성   | 승   |
| 2009 | 두산  | 5      | 2  | 3  | 0  | 0.400 | SK     | 패   |
| 2010 | 두산  | 5      | 2  | 3  | 0  | 0.400 | 삼성   | 패   |
| 2015 | NC    | 5      | 2  | 3  | 0  | 0.400 | 두산   | 패   |
| 2016 | NC    | 4      | 3  | 1  | 0  | 0.750 | LG     | 승   |
| 2017 | NC    | 4      | 1  | 3  | 0  | 0.250 | 두산   | 패   |
| 통산 | 9시즌 | 39     | 21 | 18 | 0  | 0.571 |        |      |

- 한국시리즈

| 연도 | 소속  | 경기수 | 승 | 패 | 무 | 승률  | 상대팀 | 기타 |
| 2005 | 두산  | 4      | 0  | 4  | 0  | 0.250 | 삼성   | 패   |
| 2007 | 두산  | 6      | 2  | 4  | 0  | 0.333 | SK     | 패   |
| 2008 | 두산  | 5      | 1  | 4  | 0  | 0.667 | SK     | 패   |
| 2016 | NC    | 4      | 0  | 4  | 0  | 0.000 | 두산   | 패   |
| 통산 | 4시즌 | 19     | 3  | 16 | 0  | 0.158 |        |      |